# Лука Шекара
Лука Шекара (Улог код Калиновика, 15. октобар 1940 — Бања Лука, 10. мај 2012) био је српски лингвиста и професор српске народне књижевности.

## Живот
Рођен је у Улогу који је тада био дио Невесињског среза. Основну школу је завршио у родном мјесту а средњу у Требињу. Књижевност и језик је завршио на Фулозофском факултету у Сарајеву 1966, након чега постаје асистент на Институту за књижевност. Године 1970. одлази у Совјетски Савез као инострани сарадник Академије наука Совјетског Савеза и стиче звање магистра. По повратку из Совјетског Савеза наставља рад на Филозофском факултету у Сарајеву.
Докторирао је у октобру 1988. На Педагошкој академији у Бањој Луци је почео да ради 1993, а 1995. прелази на Филозофски факултет у Бањој Луци. За редовног професора народне књижевности изабран је 2003. За председника Вукове задужбине огранка Бања Лука изабран је 30. маја 2000. Био је и сарадник Матице српске.
Преминуо је у 72. години 10. маја 2012. у Бањој Луци.

## Признања
- Вукова повеља 2010.[4]

## Дјела
Један је од аутора више Читанки и Радних свесака за српски језик кориштених у основном образовању Републике Српске.
- Српска народна пјесма у руској књижевности 19. вијека, Зборници и монографије Књ. II. Одјељење књижевности и умјетности Књ. 2, Академија наука и умјетности Републике Српске, Бања Лука (2000)[6]
- Савремени поглед на српску средњовјековну књижевност,
- Усмено народно стваралаштво као један од стубова српске духовности,
- Помози ми рећи, Завод за уџбенике и наставна средства Републике Српске, Источно Сарајево (2007)